# Gelobet seist du, Jesu Christ, BWV 91

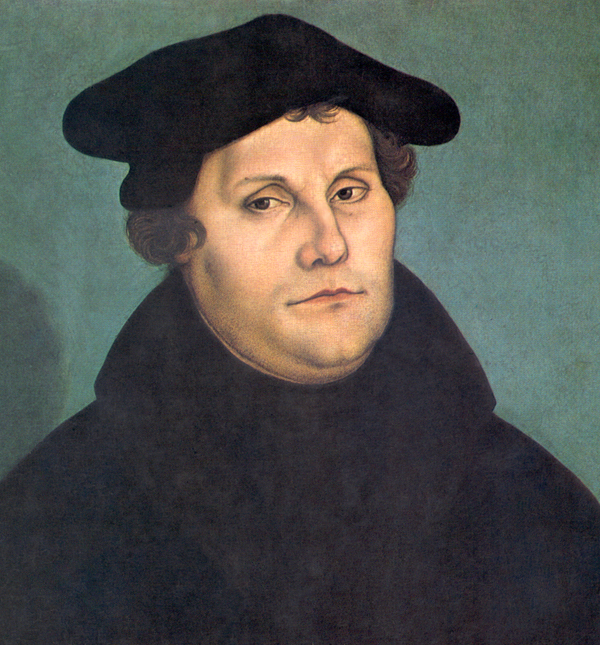
Martín Lutero, autor del himno (retratado por Lucas Cranach el Viejo).

Gelobet seist du, Jesu Christ, BWV 91 (Alabado seas, Jesucristo) es una cantata de iglesia escrita por Johann Sebastian Bach en Leipzig para el día de Navidad y estrenada el 25 de diciembre de 1724. Está basada en el himno "Gelobet seist du, Jesu Christ" escrito por Martín Lutero en 1524.

## Historia
Bach compuso esta obra durante su segundo año como Thomaskantor en Leipzig para el día de Navidad. Forma parte de su segundo ciclo anual de cantatas corales, que había empezado con O Ewigkeit, du Donnerwort, BWV 20 el primer domingo después de la Trinidad de 1724. La primera interpretación de esta cantata tuvo lugar el 25 de diciembre de 1724. Se volvió a interpretar en otras cuatro ocasiones el 25 de diciembre de 1731, 1732 o 1733, y dos veces durante la década de 1740, incluso después de que su Oratorio de Navidad fuese estrenado en 1734, que también utiliza dos estrofas del mismo coral luterano.
Se trata de la primera cantata escrita por Bach para el día de Navidad en Leipzig, ya que en su primer año escogió interpretar de nuevo una cantata que había escrito con anterioridad en Weimar, Christen, ätzet diesen Tag, BWV 63.

## Análisis

### Texto
Las lecturas establecidas para ese día eran de la epístola a Tito, "la misericordia de Dios se ha manifestado" (Tito 2:11-14), del libro de Isaías "porque un niño nos es nacido" (Isaías 9:2-7), y del evangelio según San Lucas, la natividad de Jesús, la anunciación a los pastores y el canto de los ángeles (Lucas 2:1-14).
Esta obra se basa en el principal himno luterano para el día de Navidad, "Gelobet seist du, Jesu Christ" que fue escrito por Martín Lutero en 1524. El comienzo resume la Navidad en dos líneas: Gelobet seist du, Jesu Christ, daß du Mensch geboren bist (Alabado seas, Jesucristo, que en verdad has nacido). Todas las estrofas terminan con la aclamación Kyrieleis. El poeta desconocido mantuvo la primera y última estrofas, extendió el verso 2 mediante recitativo, transformó las estrofas 3 y 4 un aria que constituye el tercer movimiento, la quinta estrofa en un recitativo y la sexta estrofa de nuevo en un aria.

### Instrumentación
La obra está festivamente escrita para cuatro voces solistas (soprano, alto, tenor y bajo), un coro  a cuatro voces; dos trompas, timbales, tres oboes, dos violines, viola y bajo continuo. Bach empleó también un par de trompas en sus cantatas para Navidad Darzu ist erschienen der Sohn Gottes, BWV 40 en 1723 y Sie werden aus Saba alle kommen, BWV 65 en 1724, así como en la cuarta parte de su Oratorio de Navidad, BWV 248.

### Estructura
Consta de seis movimientos.
1. Coral: Gelobet seist du, Jesu Christ
2. Recitativo (& coral, soprano): Der Glanz der höchsten Herrlichkeit
3. Aria (tenor): Gott, dem der Erden Kreis zu klein
4. Recitativo (bajo): O Christenheit! Wohlan
5. Aria (soprano, alto): Die Armut, so Gott auf sich nimmt
6. Coral: Das hat er alles uns getan

El coral de apertura hace uso de cuatro coros: las voces, las trompas, los oboes y la cuerda. El material de los ritornellos está presente en interludios entre las cinco líneas y como acompañamiento de las partes vocales. La melodía del coral es cantada por la soprano. Las voces graves se disponen en imitación para la primera y última líneas, en acordes para la segunda y la cuarta; y en una combinación para la línea central Von einer Jungfrau, das ist wahr (de una virgen, es cierto).
En el segundo movimiento el recitativo contrasta con las frases del coral, que van acompañadas por una repetición de la primera línea del coral en doble tempo. El aria para tenor va acompañada por tres oboes, mientras que la cuerda ilumina el siguiente recitativo. La última aria es un dúo que contrapone Armut (pobreza) y Überfluss (abundancia); Menschlich Wesen (esencia mortal) se muestra en líneas cromáticas ascendentes y Engelsherrlichkeiten (gloria de los ángeles) representado mediante coloraturas y melodías triádicas. En el coral de cierre las trompas en ocasiones cuentan con partes independientes y adornan especialmente el Kyrieleis final.

## Discografía selecta
De esta pieza se han realizado una serie de grabaciones entre las que destacan las siguientes.
- 1979 – J.S. Bach: Das Kantatenwerk Vol. 5. Gustav Leonhardt, Knabenchor Hannover, Collegium Vocale Gent, Leonhardt-Consort, Detlef Bratschke (solista del Knabenchor Hannover), Paul Esswood, Kurt Equiluz, Max van Egmond (Teldec)
- 2000 – J.S. Bach: Complete Cantatas Vol. 12. Ton Koopman, Amsterdam Baroque Orchestra & Choir, Lisa Larsson, Annette Markert, Christoph Prégardien, Klaus Mertens (Antoine Marchand)
- 2000 – Bach Cantatas Vol. 14. John Eliot Gardiner, Monteverdi Choir, English Baroque Soloists, Katharine Fuge, Robin Tyson, James Gilchrist, Peter Harvey (Soli Deo Gloria)
- 2001 – J.S. Bach: Christmas Cantatas from Leipzig. Philippe Herreweghe, Collegium Vocale Gent, Dorothee Mields, Ingeborg Danz, Mark Padmore, Peter Kooy (Harmonia Mundi France)
- 2004 – J.S. Bach: Cantatas Vol. 31 BWV 91, 101, 121, 133. Masaaki Suzuki, Bach Collegium Japan, Yukari Nonoshita, Robin Blaze, Gerd Türk, Peter Kooy  (BIS)